# Zuhause bei Dir Tour
Bei der Zuhause bei Dir Tour handelt es sich um die fünfte eigenständige Tournee der deutschen Pop- und Schlagersängerin Vanessa Mai.

## Hintergrund
Die Zuhause bei Dir Tour war die achte Konzertreihe – die fünfte als Headliner – von Vanessa Mai. Diese erstreckte sich im Zeitraum vom 14. November bis zum 30. November 2024 und führte sie mit ihrer Begleitband durch neun deutsche Städte.
Mai spielte hierbei in den beiden Städten Duisburg und Halle (Westf.) ihre ersten Konzerte, während sie in Berlin bereits zum siebten Mal gastierte. In Regensburg und Kempten spielte sie ihre ersten Hauptshows, nachdem sie dort in der Vergangenheit im Rahmen der Das Beste der Feste Tour 2016 beziehungsweise Die Schlager des Jahres Tour 2014 schon spielte. In der Frankfurter Jahrhunderthalle spielte sie während der Tour zum fünften Mal, so oft wie an keinem anderen Veranstaltungsort bis dato zuvor. Darüber hinaus spielte sie je ihre dritten Konzerte im Leipziger Haus Auensee und dem Theater am Aegi in Hannover sowie zum zweiten Mal im Metropol Theater Bremen. Die Spielstätten während der Tour boten in der Regel zwischen 1.000 und 2.000 Sitzplätze.
Auf ein aufwendiges Bühnenbild wurde während der Tour verzichtet, es wurde lediglich im Hintergrund ein großes Transparent mit dem Künstlernamen angebracht sowie auf der Bühne selbst drei Plattformen, auf denen Mai sowie ihre Begleitsängerin und ihre Tänzer, immer wieder zu sehen waren. Als Tourneeveranstalter konnte man das Frankfurter Unternehmen Live Nation Entertainment für sich gewinnen.

## Begleitband
Die Begleitband von Vanessa Mai bestand lediglich aus der Begleitsängerin Eva Becker sowie Jan Stürmer an der Gitarre, diese waren aber auch nur überwiegend während der ersten Konzerthälfte mit auf der Bühne. Während der zweiten Konzerthälfte war Mai, teilweise von Tänzerinnen begleitet, auf der Bühne zu sehen. Gitarrist Stürmer spielte hiermit die vierte Konzertreihe mit Mai, er war bereits Teil der Liveband während der Regenbogen Tour (2018), Teaser-Clubshow Tour (2019) und der Für immer Tour (2022). Becker spielte nach der Für immer Tour ihre zweite Konzertreihe mit Mai.

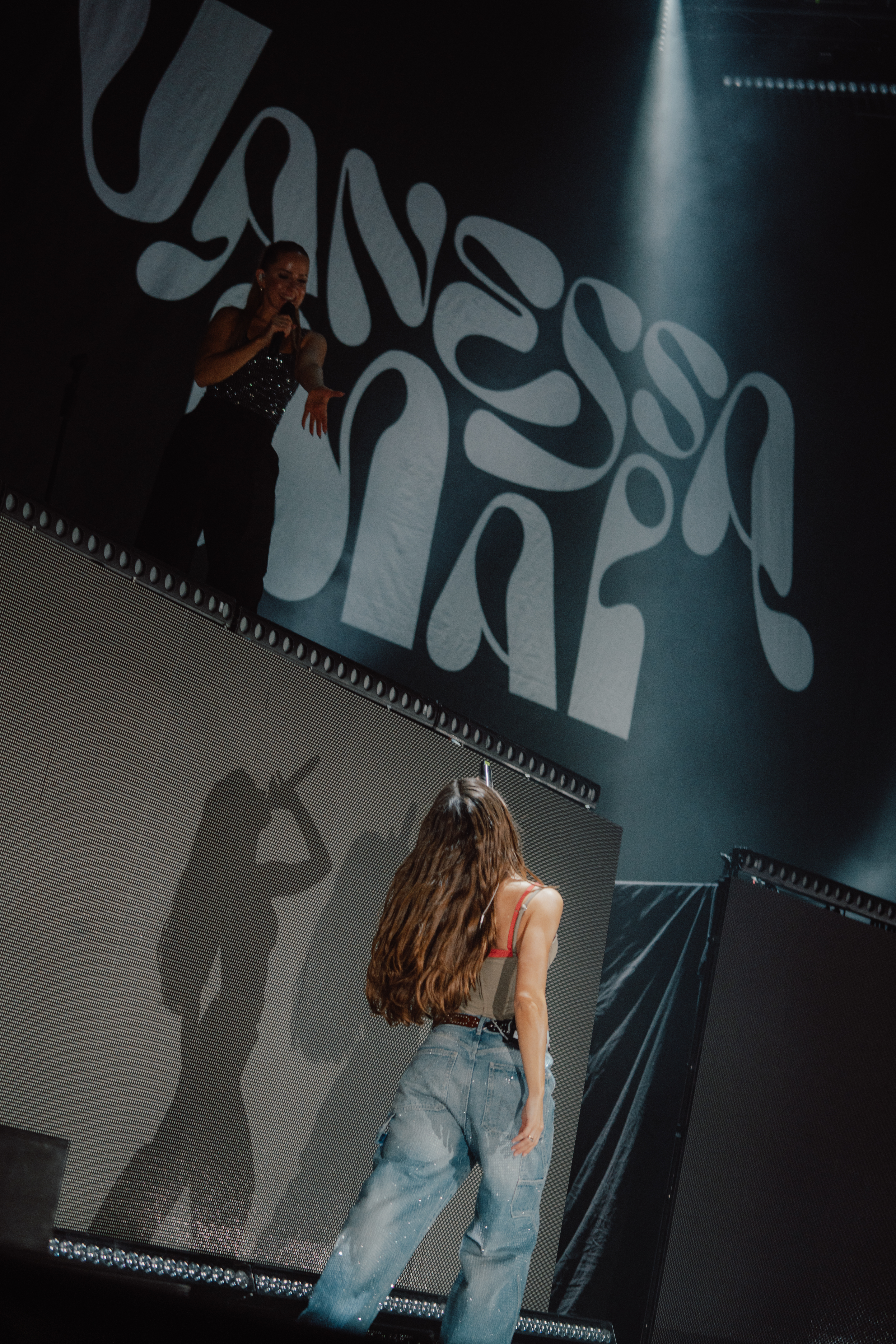
Vanessa Mai und Eva Becker
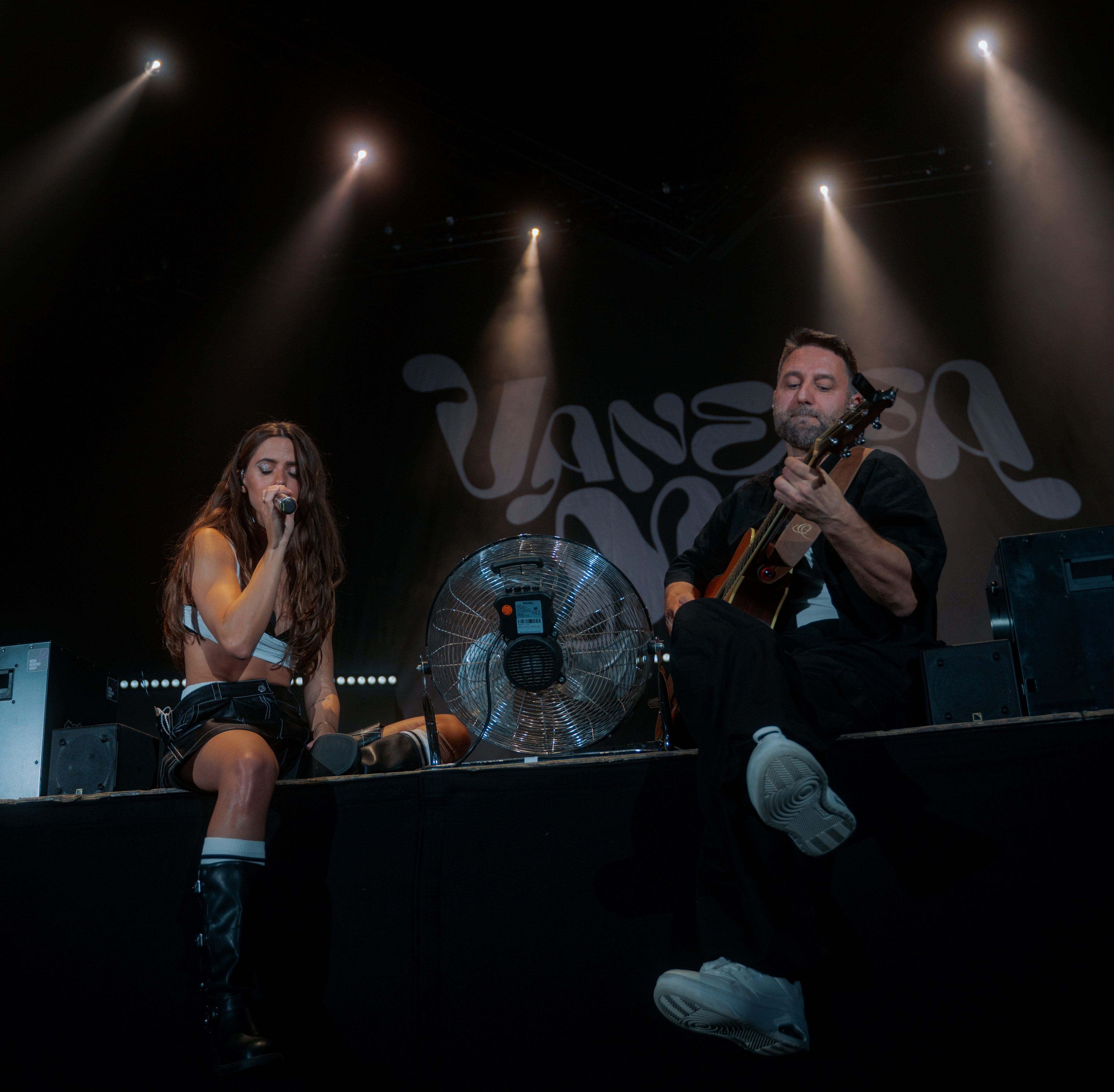
Vanessa Mai und Jan Stürmer

## Tourdaten
| Datum             | Stadt             | Veranstaltungsort          | Land        |
| ----------------- | ----------------- | -------------------------- | ----------- |
| 14. November 2024 | Halle (Westf.)    | OWL Event Center           | Deutschland |
| 15. November 2024 | Bremen            | Metropol Theater           | Deutschland |
| 17. November 2024 | Duisburg          | Theater am Marientor       | Deutschland |
| 22. November 2024 | Frankfurt am Main | Jahrhunderthalle           | Deutschland |
| 23. November 2024 | Kempten           | Bigbox Allgäu              | Deutschland |
| 27. November 2024 | Hannover          | Theater am Aegi            | Deutschland |
| 28. November 2024 | Leipzig           | Haus Auensee               | Deutschland |
| 29. November 2024 | Regensburg        | Audimax                    | Deutschland |
| 30. November 2024 | Berlin            | Theater am Potsdamer Platz | Deutschland |

## Setlist
Während der Tour präsentierte Mai zusammen mit ihrer Begleitband 24 unterschiedliche Titel, darunter ein Medley. Bei dem Medley handelte es sich um ein sogenanntes „Wolkenfrei-Medley“, das sich aus den Liedern Du bist meine Insel, Ich versprech dir nichts und geb dir alles und Von Tokio bis Amerika zusammensetzte, drei Titel aus der Anfangszeit von Wolkenfrei. Dieses war bereits Teil der vorherigen Für immer Tour. Das Hauptprogramm bestand dabei aus 22 Liedern, die in zwei Blöcken zu je elf Liedern, mit einer 30-minütigen Pause dazwischen, präsentiert wurden. Dazu kamen mit Himbeerrot (One Kiss) und Schneemann zwei Titel während der Zugabe. Bei manchen Konzerten sang sie darüber hinaus auch Niemals. Das Repertoire bestand aus einem popmusikalischen Set, mit stilistischen Elementen aus Elektropop, Pop und Schlager sowie einigen Akustikdarbietungen.
Die Setlist bestand aus einer Art Best Of von Vanessa Mai und den Veröffentlichung als Wolkenfrei. Die meisten vollwertigen Titel stellte dabei das im Januar 2020 erschienene Album Für immer, aus dem sie Venedig (Love Is in the Air), Ein letztes Mal, Hast du jemals, Highlight und Maisterwerk präsentierte. Die zweitmeisten Titel stammten aus dem Wolkenfrei-Album Hotel Tropicana, wovon sie die vier Lieder Flieg mit mir, Uns gehört die Welt, Hotel Tropicana und Selfie von heut Nacht spielte. Ansonsten sang Mai aus allen bis dato zehn erschienen Studioalben mindestens einen Titel, wobei aus dem Wolkenfrei Debütalbum Endlos verliebt (Februar 2014) nur die beiden Lieder Du bist meine Insel und Ich versprech dir nichts und geb dir alles als Teil des Medleys präsentiert wurden, womit es das einzige Album ist, aus dem kein vollwertiger Titel gesungen wurde. Aus dem im Tourjahr erschienenen Studioalbum Matrix (Mai 2024) spielte Mai mit Wir lieben das lediglich einen Titel. Neben den Albumtiteln spielte Mai mit Geiles Life (Oktober 2023), Lobby (November 2024), Himbeerrot (One Kiss) (September 2024) und Schneemann (November 2024) vier zuvor erschienene Singleauskopplungen, die bis dato noch nicht auf einem ihrer Alben erschienen.
Im letzten Drittel spielte Mai zusammen mit ihrem Gitarristen Stürmer zwei Lieder in akustischer Darbietung, dabei kam ein sogenannter „Zufallsgenerator“ zum Einsatz, der die beiden Lieder auswählte, dadurch spielte sie in jeder Stadt unterschiedliche Titel während ihres Akustikteils.
1. Wiedersehen
2. Geiles Life
3. Venedig (Love Is in the Air)
4. Ein letztes Mal
5. Hast du jemals
6. Flieg mit mir
7. Wolkenfrei-Medley
  1. Ich versprech dir nichts und geb dir alles
  2. Du bist meine Insel
  3. Von Tokio bis Amerika
8. Ich vermiss dich so
9. Highlight
10. Wir lieben das
11. Wolke 7
12. Lobby
13. Sommerwind
14. Uns gehört die Welt
15. Hotel Tropicana
16. Akustiktitel, der jeden Abend variierte
17. Akustiktitel, der jeden Abend variierte
18. Regenbogen
19. 747
20. Selfie von heut Nacht
21. Ich sterb für dich
22. Maisterwerk

Zugabe:
1. Himbeerrot (One Kiss)
2. Schneemann

## Rezensionen
Der Rezensent von Smalltalk Entertainment ist der Meinung, das Mai und ihre Band das Theater am Marientor in eine stimmungsvolle Konzerthalle verwandelt und über zwei Stunden lang eine mitreißende Show abgeliefert hätten. Die Sängerin habe ihr Publikum mit einem energiegeladenen und emotionalen Konzert sowie mit unvergesslichen musikalischen Momenten begeistert. Ein besonderer Höhepunkt sei ein Heiratsantrag auf der Bühne gewesen. Das Paar teilte diesen „einzigartigen Moment“ mit dem „berührten“ Publikum und die Sängerin postete später ein Video des Antrags auf Instagram, wo es ebenfalls für große Begeisterung gesorgt habe. Nach dem Konzert habe sich Mai noch Zeit für ihre Fans genommen, posierte für Fotos und habe so für einen „perfekten Abschluss“ des Abends gesorgt.

## Trivia
Bereits ein halbes Jahr vor der Zuhause bei Dir Tour spielte Vanessa Mai am 4. Mai 2024 das Konzertevent: Zuhause 2024 – Das Heimspiel live in Stuttgart. Dieses erfolgte einen Tag nach der Veröffentlichung des letzten Studioalbums Matrix und diente einerseits zur Promotion von ebendiesem sowie anderseits um das 10-jährige Bühnenjubiläum der Sängerin zu feiern. Im September 2024 erschien die Konzertaufzeichnung in der ARD- und ZDFmediathek und wurde am 21. September 2024 im SWR-Fernsehen ausgestrahlt.
Während des Tourauftakts in Halle (Westf.) feierte der Abschlusstitel Schneemann seine Premie. Dieser erschien am Folgetag erstmals als Single. Das neue Weihnachtslied sorgte dafür, das Fans mit Schneemannkostümen die Konzerte besuchten, einige von ihnen wurden für das Lied von Mai auf die Bühne geholt.